# 1886年西雅图反华暴乱
1886年西雅图反华暴乱（英語：Seattle riot of 1886）是一个种族清洗的反华事件，发生于1886年2月，在西雅图当时的唐人街

。

## 背景
19世纪中期中国人开始移民到美国西部从事于矿工与铁路等苦力工作

。
那时期华工在美国受到相当大的偏见与排斥，很多白人认为华人的低价勞力会压低他们自己的工资或抢他们的工作

:88。
从1873年开始，美国进入了长期萧条。美国工人对“中国佬”的偏见也更加高，美国反中情绪也越激烈
。「美国劳工联合会」是当时反华的主要组织之一
。
1877年三藩市反华暴乱之后，加州工人工会于加利福尼亚州成立，该工会的口号“中国人必滚！“（The Chinese must go!）传遍美国西部
。在华盛顿州，另一个工会「劳工骑士团」也利用此口号来组织反华活动
。
1882年美国国会通过美国排华法案，停止华人移民十年
。
1882年，北太平洋铁路开始在太平洋西北地区兴建一条铁路线。这工业在华盛顿领地总共雇用了15,000华工，因此华人也开始搬入西雅图
:283。他们大部份聚居于第二 、第三街与华盛顿街周围，那里便形成了一个唐人街
。
1885年的西雅图华人估计为950人，大约是该市人口的10%
。
1885年9月2日石泉城大屠杀爆发，9月7日史夸克谷也发生华人谋杀事件。这些新闻更加激动了西雅图的反华分子
:99
:365。

## 暴乱
1885年9月28日，「劳动骑士团」在西雅图Yesler's Pavilion召开了一个“反华代表会”（Anti-Chinese Congress），塔科马市长雅各布·魏斯巴赫（Jacob Weisbach）选为主席:99
。
这个代表会决定要在11月1日之前把华人从整个华盛顿州西部驱逐:366
。
1885年11月3日，即11月1日的限期过两天，1885年塔科马排华事件暴发，市长魏斯巴赫是领导人物之一。这排华新闻很快就传达西雅图，那里的华人便开始移出唐人街。1886年2月西雅图暴乱之前，一半以上的华人已经搬出西雅图，剩下大约300－400人。
1886年2月7日与14日，一群暴徒把剩下的大部份华人居民强迫运到码头，分别地逼上了两艘轮船，赶去三藩市
:160。
这场暴动结果使四人受伤，一人死亡
。华盛顿领地州长Watson C. Squire为此宣布戒严，美国总统格罗弗·克利夫兰也派了联邦兵队来维持治安:105

。

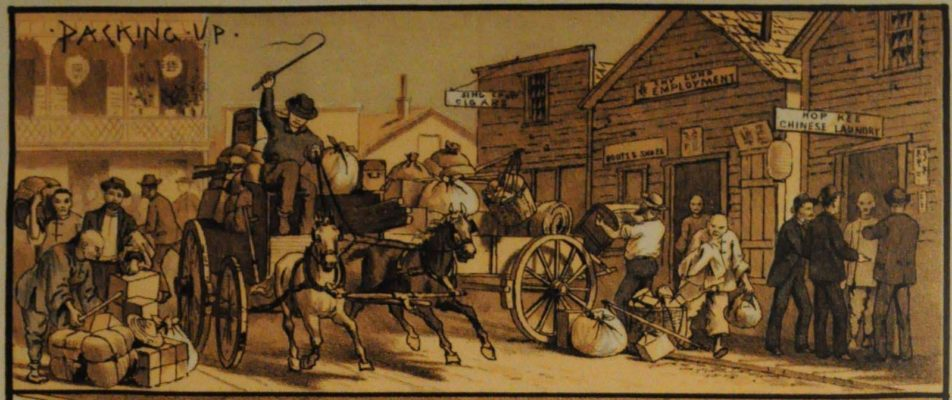
“收拾起来”
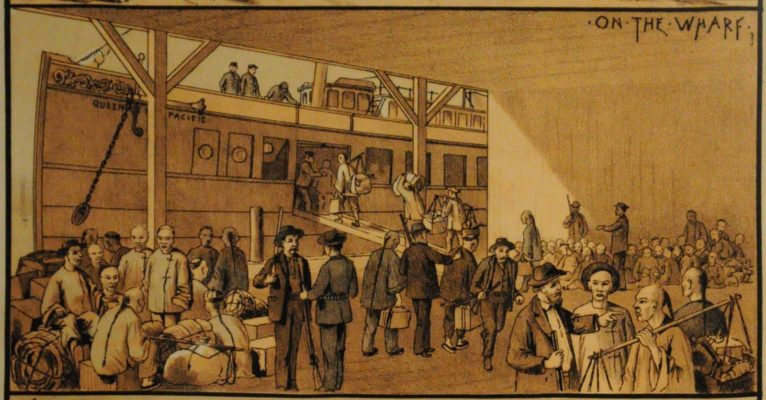
“在码头上”
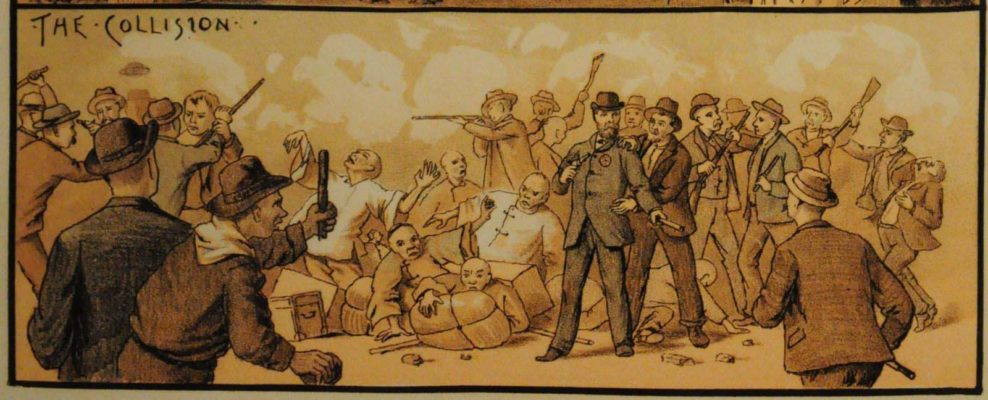
“冲突”

## 暴乱后史
这一连续的反华暴动发生之后，美国政府采取了一系列的排华法律，以减少在美的华人人口:108。
1888年10月1日，美国国会通过斯科特法案，禁止华人在离开美国后再次入境
。
1888年10月19日，美国国会向清朝政府付了276,619.15美元的赔款，以补偿西雅图驱逐华人和其他反华暴动案件:229:383
。
1892年美国国会把1882年的美国排华法案延续了再十年，1902年又无限期的延长此法案。
1941年12月7日，珍珠港事件发生之后，美国加入第二次世界大战，中国便成为美国的同盟国家。
1943年12月17日，为了促进双国的友谊关系，美国国会通过麦诺森法案，放松了排华法案对华人移民的限制
。

## 新的唐人街
二十世纪之后，华人开始回到西雅图居住。

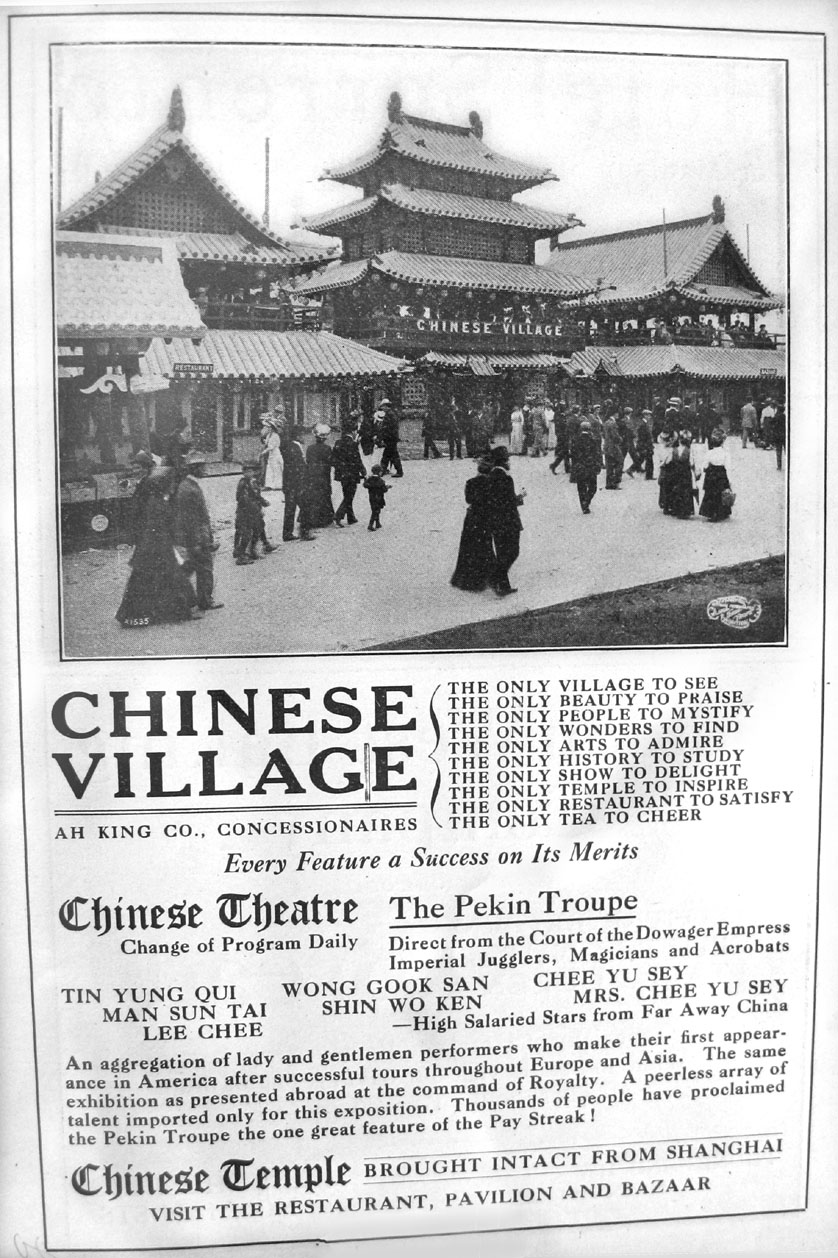
A-Y-P的中国村，1909

1909年1月9日，清朝政府任华裔商人阮洽（Goon Dip）为西雅图的领事

。在那年的阿拉斯加－育空－太平洋博览会，阮洽与另一位商人阿倾（Ah King）组织了当地的华人，建造了一个「中国村」（Chinese Village）

。
1910年，阮洽在新建的國王街站附近造了一间豪华的「密尔沃基旅馆」（Hotel Milwaukee）

，阮洽与阿倾也分别地雇用了大量的华人
。这地区以后就成为西雅图新的唐人街
。2008年2月9日，新唐人街的第一个牌楼“中华门”建成
。
二次世界大战之后，其他亚洲人也开始移进新唐人街附近。这地区现在称为「唐人街－国际区」（Chinatown–International District）

。

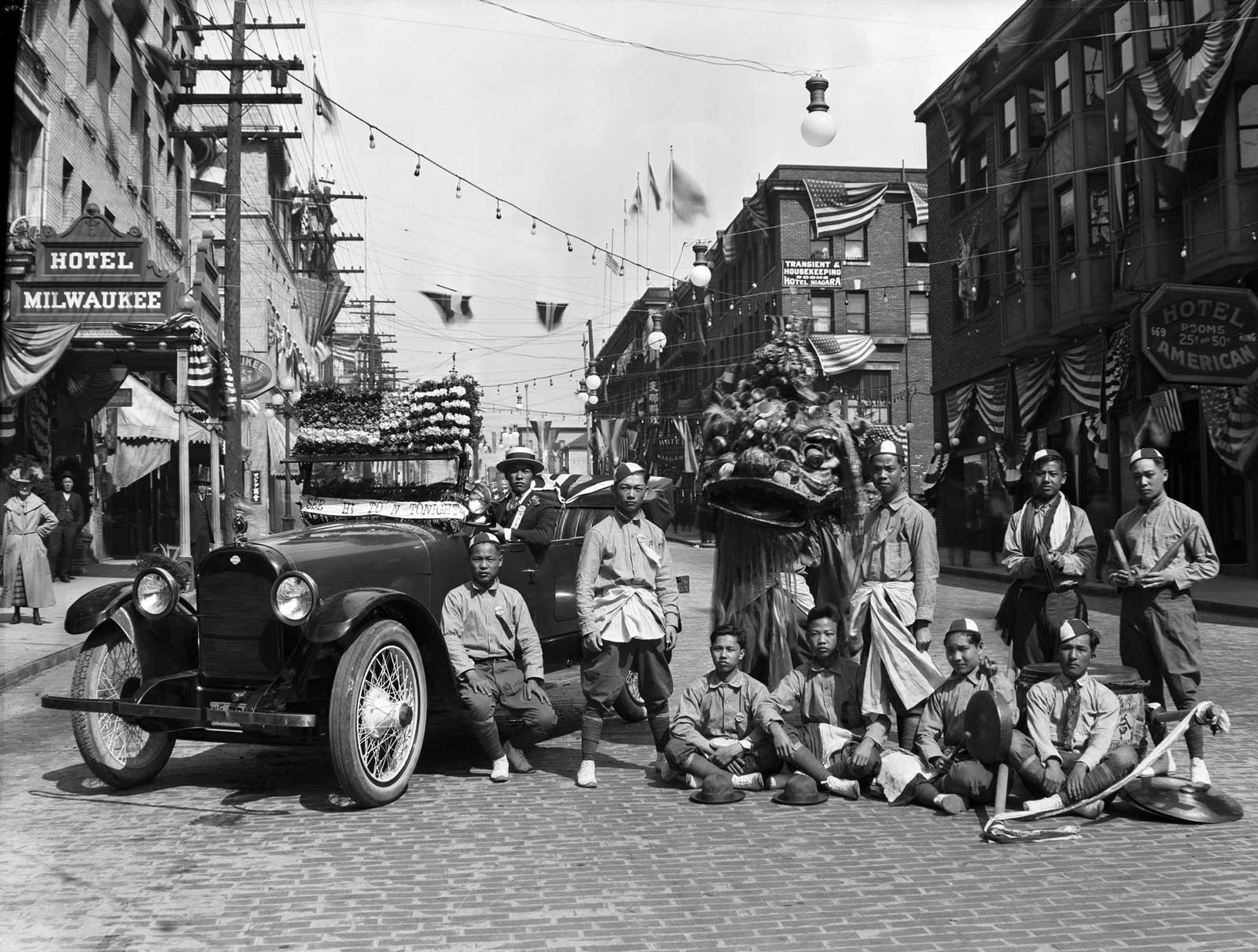
密尔沃基旅馆，1911
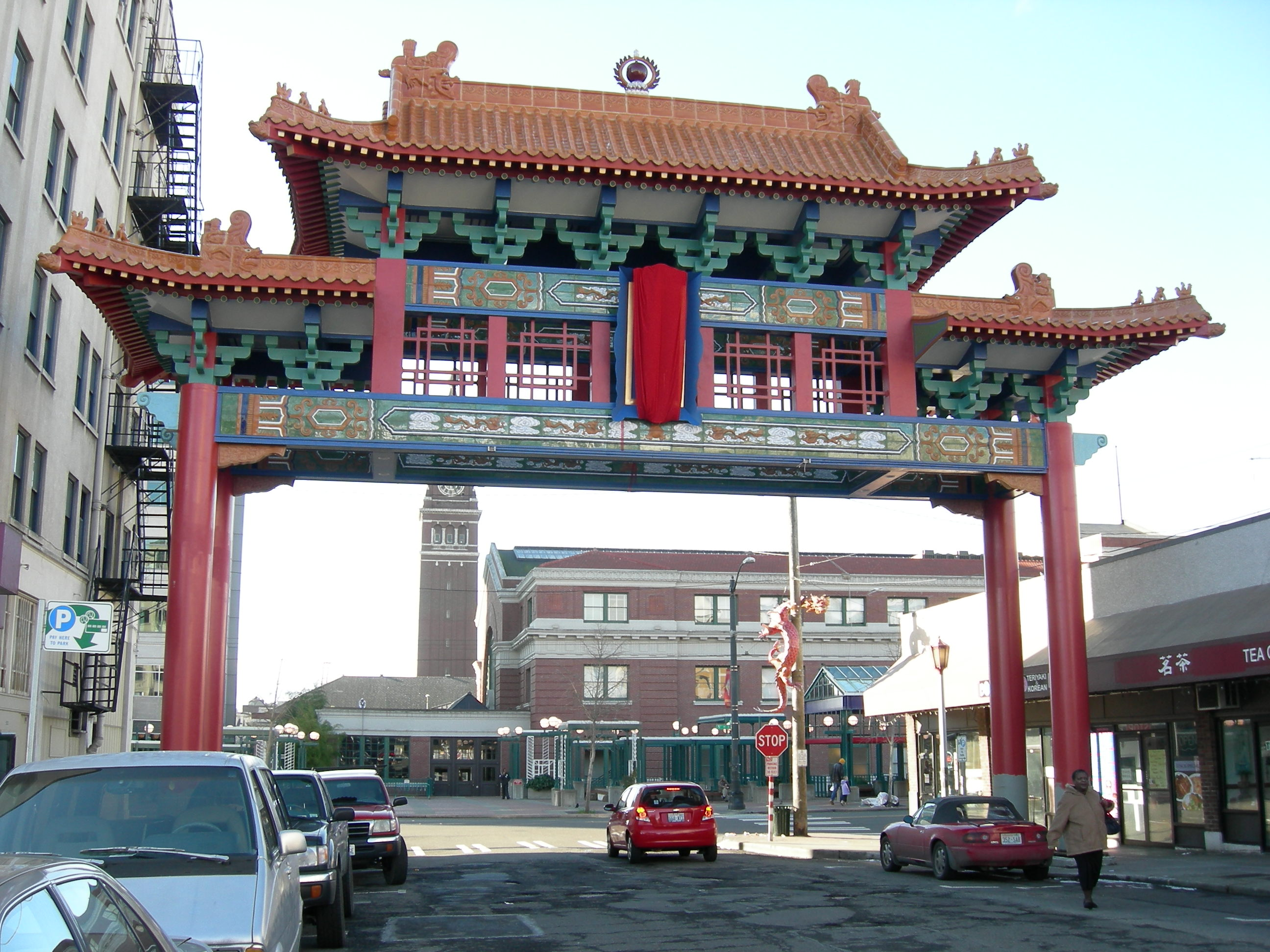
中华门，2008